# Anhimella pupurascens
Anhimella pupurascens är en fjärilsart som beskrevs av Embrik Strand 1917. Anhimella pupurascens ingår i släktet Anhimella och familjen nattflyn. Inga underarter finns listade i Catalogue of Life.